# Claudiu Niculescu
Claudiu Iulian Niculescu (* 23. Juni 1976 in Slatina, Kreis Olt) ist ein ehemaliger rumänischer Fußballspieler und derzeitiger -trainer. Er bestritt insgesamt 351 Spiele in der rumänischen Liga 1, der deutschen Fußball-Bundesliga und der zyprischen First Division. Seit April 2018 ist er ohne Verein.

## Karriere
Der Stürmer begann seine Karriere 1994 bei FC IELIF Craiova und wechselte ein Jahr später zu FC Drobeta Turnu Severin. Dort wurde er aber nicht eingesetzt und wechselte zum Zweitligisten Electroputere Craiova, für den er von 1996 bis 1998 spielte.
Sein Debüt in der ersten rumänischen Liga gab er am 1. März 1998, nachdem er zu Universitatea Craiova gewechselt war. 2001 wechselte er zu Dinamo Bukarest, für den er bis zum Winter 2007 spielte, nur unterbrochen von einem halbjährlichen Intermezzo beim italienischen B-Ligisten CFC Genua in der Saison 2002/2003. Zum 1. Januar 2008 wechselte er zum MSV Duisburg. Seinen Einstand in der Bundesliga gab er am 2. Februar 2008 im Spiel gegen Borussia Dortmund. Er kam in allen verbliebenen 17 Saisonspielen für die Zebras zum Einsatz und erzielte dabei 4 Tore, konnte aber den Abstieg der Mannschaft aus der Bundesliga nicht abwenden.
Zur folgenden Saison schloss sich Niculescu den zyprischen Verein Omonia Nikosia an. Dort konnte er sich jedoch nicht durchsetzen und kehrte daraufhin im Januar 2009 zu Dinamo Bukarest zurück. Im Sommer 2010 wechselte zum Liga-1-Aufsteiger Universitatea Cluj. Er steuerte 13 Tore zum Klassenerhalt 2011 bei und war im November 2010 für zwei Spieltage Interimstrainer, nachdem Marian Pană seinen Vertrag gekündigt hatte. Am 13. März 2012 trat sein Nachfolger Ionuț Badea zurück, nachdem er sich geweigert hatte, den Ausschluss von Gabriel Boștină aus dem Spielerkader auf Druck des Mäzens Florian Walter zurückzunehmen. Claudiu Niculescu wurde daraufhin erneut zum Chefcoach ernannt, blieb zunächst aber auch noch als Spieler aktiv. Zusätzlich wurde Emil Ursu, der bisherige Trainer des Drittligisten CS Buftea, als Manager verpflichtet, da Niculescu nicht die nötige Trainerlizenz besaß.
Niculescu hat 326 Erstligaspiele in Rumänien absolviert und dabei 156 Tore geschossen. 2005 und 2007 wurde er dabei jeweils Torschützenkönig. Hinzu kommen 77 Spiele in der zweiten rumänischen Liga (36 Tore) und elf Spiele in der italienischen Serie B, in denen er drei Tore erzielte. In bisher 37 europäischen Cup-Einsätzen erzielte er 18 Tore.
Niculescu blieb als Spieler in Cluj bis September 2012, als er ein Angebot von Zweitligist FC Bihor Oradea erhielt, Cheftrainer zu werden. Er beendete darauf seine aktive Laufbahn. Das Engagement in Oradea war jedoch nur von kurzer Dauer. Bereits im Dezember 2012 trennten sich die Wege wieder. Seit Januar 2013 betreut er den Ligakonkurrenten Damila Măciuca, mit dem er den Aufstieg am Ende der Spielzeit 2012/13 als Drittplatzierter seiner Staffel knapp verpasste. Anschließend übernahm er CSM Râmnicu Vâlcea. Im April 2014 trennten sich die Wege wieder. Im Juli 2014 übernahm er Ligakonkurrent CS Mioveni. Ab Oktober 2015 war er 18 Monate ohne Verein, ehe er im April 2017 Cheftrainer des FC Voluntari in der Liga 1 wurde. Ein Jahr später wurde er wieder entlassen.

## Nationalmannschaft
Auch in der rumänischen Nationalmannschaft wurde er eingesetzt. Vom 15. November 2000 bis 2007 kam er zu acht Länderspieleinsätzen, erzielte dort aber kein Tor.

## Erfolge

### Als Spieler
- Rumänischer Torschützenkönig: 2005, 2007
- Rumänischer Meister: 2002, 2004, 2007
- Rumänischer Pokalsieger: 2004, 2005

### Als Trainer
- Rumänischer Pokalsieger: 2016/17
- Rumänischer Supercup-Sieger: 2017

## Privates
Niculescu hat aus einer ersten geschiedenen Ehe zwei Kinder und ist aktuell mit einer rumänischen TV-Mitarbeiterin, Diana Munteanu, verheiratet.